# Stenalia pacholatkoi
Stenalia pacholatkoi is een keversoort uit de familie spartelkevers (Mordellidae). De wetenschappelijke naam van de soort is voor het eerst geldig gepubliceerd in 1995 door Horák.